# Нептун (фонтан в Гданьске)
Фонта́н «Непту́н» — фонтан в ныне польском городе Гданьске.
Был построен по инициативе главы города Варфоломея Шахмана; расположен на Длинном рынке, напротив входа в здание Dwór Artusa.

## История
Ещё в 1549 году у входа в Dwór Artusa был обнаружен неизвестного происхождения колодец. Власти Данцига (ныне Гданьск) вместе с его мэром — Варфоломеем Шахманом решили на этом месте воздвигнуть памятное сооружение в виде фонтана. Первый проект фонтана выполнил строитель Якоб Кордес из Любека, но по неизвестным причинам его план не был принят к исполнению. В последующие годы был уточнен проект нового фонтана — он должен был быть построен в центре Dwór Artusa, бог морей Нептун должен был установлен лицом к городским домам, которые были резиденцией польской знати и королей, со склоненной перед ними головой. Вода в фонтан планировалась подаваться насосами из близлежащего местечка Седльце, однако оно не обеспечило необходимый её напор.
В период между 1606 и 1615 годами были проведены конкурсы на лучший проект фонтана, в результате которых выбор пал на предложение Абрахама ван ден Блока со статуей, выполненной фламандцем Питером Хусеном (Peter Husen). Скульптура Нептуна была отлита из бронзы в 1615 году в городской литейной мастерской гильдии Гердта Беннинга (Gerdt Benning) — масса фигуры составила 650 килограммов. Основание памятника было выполнено из чёрного туфа, чаша, в которой располагалась скульптура — из бельгийского чёрного и синего мрамора. Вся конструкция была сделана в стиле польского маньеризма.
Водная инженерная система, разработанная Адамом Вийбе, была выполнена Оттомаром фон Веттнером (Ottomar von Wettner). Ёмкости для воды были расположены на крыше Главной ратуши и Dwór Artusa, поэтому фонтан работал только в определённые дни лета, что было связано с необходимостью каждый раз наполнять эти ёмкости. Так дело обстояло до второй половины XIX века, когда после создания современной системы водоснабжения и канализации в Гданьске к ней был подключен и фонтан.
Фонтан был запущен только 9 октября 1633 года, по причине происшедшей Тридцатилетней войны и смерти Абрахама ван ден Блока. Его основание было выполнено мастером каменной кладки Рейнхольдом де Клерком, а скульптор Вильгельм Рихтер собрал конструкцию фонтана. Год спустя вокруг бассейна была построена железная решётка, также спроектированная Ван ден Блоком. Торжественное открытие фонтана состоялось 23 марта 1634 года.
В 1757—1761 годах Иоганн Карл Стендер (Johann Karl Stender) реконструировал основание фонтана, а мастер-кузнец Якоб Баррен (Jakob Barren) отремонтировал поврежденную решётку, добавив на неё польских орлов и гербы Гданьска. В 1927 году фонтан был снова реконструирован. Он был поврежден во время Второй мировой войны, а затем для сохранности был разобран и доставлен в местечко Пархов близ города Бытув. Только почти через десять лет после окончания войны, 22 июля 1954 года, фонтан возобновил свою работу и был торжественно открыт 22 июля 1957 года. Последняя реконструкция фонтана, включая полную разборку его основания с установкой современной системы очистки воды и освещения, длилась с сентября 2011 по апрель 2012 года
В Вольном городе Данциге выпускались монеты с изображённой на них скульптурой Нептуна с городского фонтана.